# Самотня вілла
"Самотня вілла (англ. The Lonely Villa) — німий короткометражний драматичний фільм Девіда Гріффіта. Прем'єра відбулася у США 10 червня 1909 року.

## Сюжет
Злодії намагаються пограбувати будинок багатія. Дворецький цілується з жінкою і йде з нею гуляти. Один із злодіїв іде до будинку. Дочка багатія відкриває злодіїві двері. Злодій прикидається листоношою і йде до багатія. Своїх дочок дружина багатія виводить із кімнати, залишаючи главу сімейства наодинці зі злодієм. Злодії не вдається пограбувати багатія і він іде з порожніми руками. Коли багатій їде, злодії прокрадуються вдруге. Злодії вриваються в будинок і дружина багатія з дочками ховається у великій кімнаті. В цей час їй дзвонить чоловік і вона розповідає йому про злодіїв у хаті. Разом із друзями багатій біжить врятувати свою дружину. Коли він вдається, поліцейські заарештовують злодіїв.

## У ролях
- Мері Пікфорд — дочка багатія
- Девід Майлз — її батько
- Маріон Леонард — мати
- Роберт Харрон
- Артур В. Джонсон — дворецький
- Флоренс Лоуренс
- Оуен Мур — грабіжник
- Мак Сеннет — поліцейський
- Джеймс Кірквуд — рятувальник